# Faro de En Pou
Faro de En Pou, es un faro de España, se encuentra en el islote de Puercos (Illa des Porcs o Isla de los cerdos), frente a la isla de Espalmador,
correspondiente al grupo de Islas Baleares.

## Historia
El faro de En Pou fue construido por ser insuficiente el faro de Ahorcados y para balizar el Freo Grande entre Ibiza y Formentera.
Fue diseñado como un faro de 3º orden. La Comisión de Faros opinó que tenía que ser como el de Ahorcados de 4º orden y de luz fija variada con destellos rojos, de 3 en 3 mt.
Se inauguró en marzo de 1864. La óptica se adquirió en Francia, a la empresa "Henry Lepaut". Rápidamente se comenzaron a ver inconvenientes propios del acercamiento al mar, ya que el agua entraba a la vivienda de los cuidadores. 
Pedro Garau propuso eliminar el edificio y construir uno nuevo en un punto más alejado y a mayor altura. La idea se llevó adelante y se hicieron nuevas instalaciones pensadas para no tener inconvenientes con los avatares del mar. 